# Tsubasa Ōzora
Tsubasa Ōzora (jap. 大空翼 Oozora Tsubasa) – główny bohater anime oraz mangi Kapitan Jastrząb. Jest zawodnikiem drużyny piłkarskiej Nankatsu FC.
Współpracuje z całym zespołem a w szczególności z Taro Misakim. Przyjaźni się z Ryo Ishizakim i Genzo Wakabayashim. W późniejszym czasie także jego dawny rywal Kojirō Hyūga staje się mu bliski. Po wygranych mistrzostwach świata juniorów z drużyną Japonii, Roberto Hongo proponuje mu wyjazd do brazylijskiego klubu FC Brancos. Jego największym przeciwnikiem jest Carlos Santana, a także Niemiec Karl-Heinz Schneider. Wyjeżdża do Barcelony grać tam w piłkę w klubie FC Katalonia. Spotyka tam Rivaula (Orła Katalonii). Zapoznaje się z „techniką węża” obrońcy FC Katalonii – D.Foncese. W Hiszpanii spotyka Carlosa Santanę jego największego przeciwnika grającego w FC San Jose. Po tym meczu rozpoczynają się Mistrzostwa Świata Seniorów. Tam spotyka się z Pepe, jego kolegą z FC Brancos, a także z Santaną i Rivaulem.
Postać Tsubasy została sklasyfikowana na 19. miejscu w cyklu Anime Grand Prix, organizowanym przez miesięcznik Animage w roku 1984. Rok później uplasował się na 15. miejscu. W marcu 2013 roku, w tokijskim okręgu Katsushika (miejscu urodzenia autora mangi Yōichiego Takahashiego), powstała naturalnej wielkości brązowa statua protagonisty serii.